# Dalatiidae
Famille
Les laimargues (Dalatiidae) forment une famille de petits requins de l'ordre des Squaliformes.

## Liste des espèces
| Selon FishBase, WoRMS et Animal Diversity Web (6 septembre 2017) : - genre Dalatias Rafinesque, 1810 - Dalatias licha (Bonnaterre, 1788) — Squale liche - genre Euprotomicroides Hulley & Penrith, 1966 - Euprotomicroides zantedeschia Hulley & Penrith, 1966 — Squale à queue claire - genre Euprotomicrus Gill, 1865 - Euprotomicrus bispinatus Gill, 1865 — Squale pygmée - genre Heteroscymnoides Fowler, 1934 - Heteroscymnoides marleyi Fowler, 1934 - Squale mignon - genre Isistius Gill, 1865 - Isistius brasiliensis (Quoy & Gaimard, 1824) — Squalelet féroce - Isistius plutodus Garrick & Springer, 1964 — Squalelet dentu - genre Mollisquama Dolganov, 1984 - Mollisquama parini Dolganov, 1984 - Squale à peau douce - genre Squaliolus Smith & Radcliffe, 1912 - Squaliolus aliae Teng, 1959 - Squaliolus laticaudus Smith & Radcliffe, 1912 — Squale nain | Selon ITIS : - Sous-famille Dalatiinae - Dalatias Rafinesque, 1810 - Dalatias licha (Bonnaterre, 1788) - Euprotomicroides Hulley and Penrith, 1966 - Euprotomicroides zantedeschia Hulley & Penrith, 1966 - Euprotomicrus Gill, 1865 - Euprotomicrus bispinatus (Quoy & Gaimard, 1824) - Heteroscymnoides Fowler, 1934 - Heteroscymnoides marleyi Fowler, 1934 - Isistius Gill, 1865 - Isistius brasiliensis (Quoy & Gaimard, 1824) - Isistius labialis Meng, Zhu & Li, 1985 - Isistius plutodus Garrick & Springer, 1964 - Mollisquama Dolganov, 1984 - Mollisquama parini Dolganov, 1984 - Squaliolus Smith and Radcliffe in Smith - Squaliolus aliae Teng, 1959 - Squaliolus laticaudus Smith & Radcliffe, 1912 |

Genre éteint : Eosqualiolus.

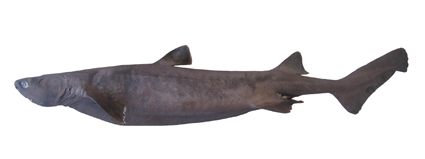
Dalatias licha
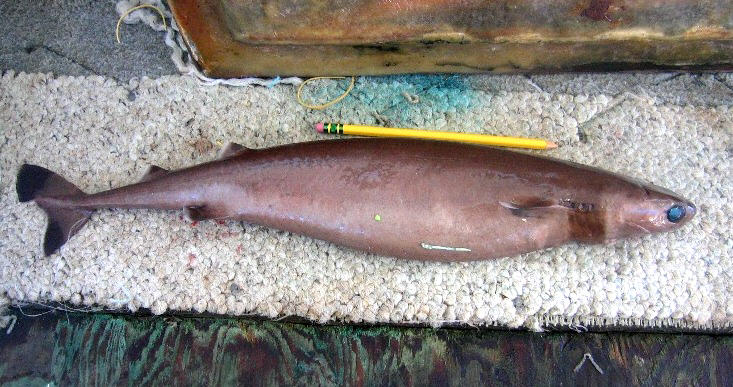
Isistius brasiliensis
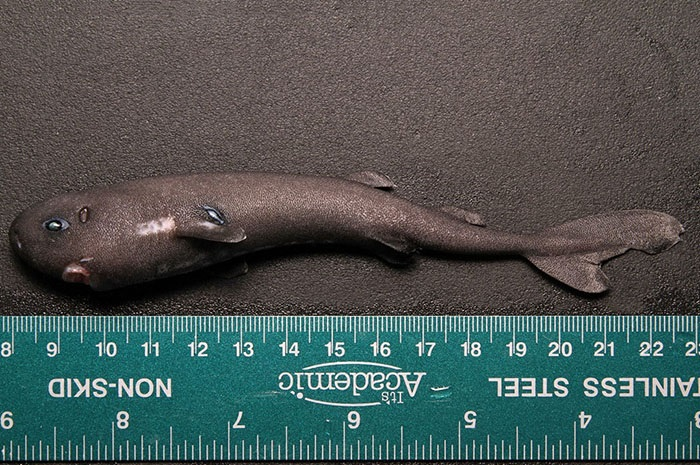
Mollisquama parini
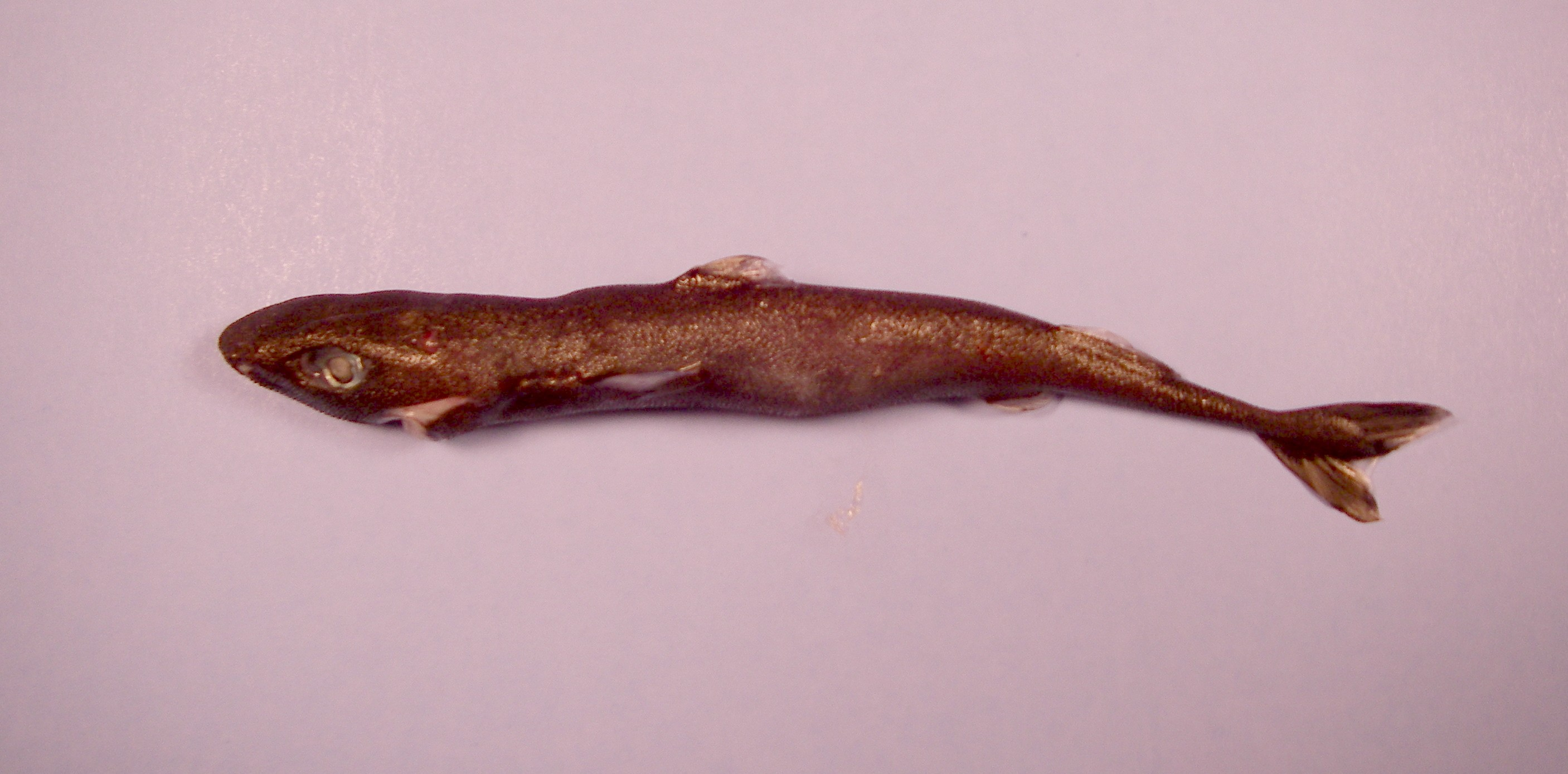
Squaliolus laticaudus
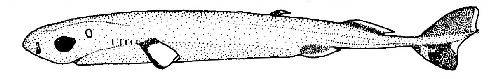
Euprotomicrus bispinatus